# Supremme de Luxe
Daniel Blesa, més conegut com a Supremme de Luxe (Madrid, 6 de gener de 1979), és una drag queen i cantant espanyola famosa per ser la presentadora de Drag Race España i una llegenda del drag espanyol.

## Biografia
Va començar la seva carrera artística en el món drag el 1997, actuant en diverses sales de la seva Madrid natal. Ha realitzat espectacles i ha estat mestra de cerimònies en diverses esdeveniments LGBT. També ha realitzat projectes teatrals com Encerradas en un Pryconsa, Ellas cantan, ellas cuentan, Tranxformers o Retromanía. El 2021 va ser protagonista de l'espectacle Intimísimo. Aquell mateix any va ser triada com a presentadora per al programa de telerealitat Drag Race España, versió espanyola de RuPaul's Drag Race i actualment la millor versió valorada en rànquings segons IMDb.

### Carrera musical
El 2012 va publicar el seu primer àlbum titulat Ahora yo. A més, ha llançat alguns senzills com «Basta ya» (2016), «Getting High» (2017), «Resurgir» (2019) o «Ener-G» (2020). La seva cançó «Miénteme» va ser inclosa en el repertori oficial del World Pride 2017 que va editar Universal Music. L'11 de juny de 2021, va estrenar el senzill «Llévame al cielo», la qual va ser utilitzada per la final de la segona temporada de Drag Race España. El 3 de juny de 2022, va estrenar «Inevitable».